# Gabriela Bosnjakovic

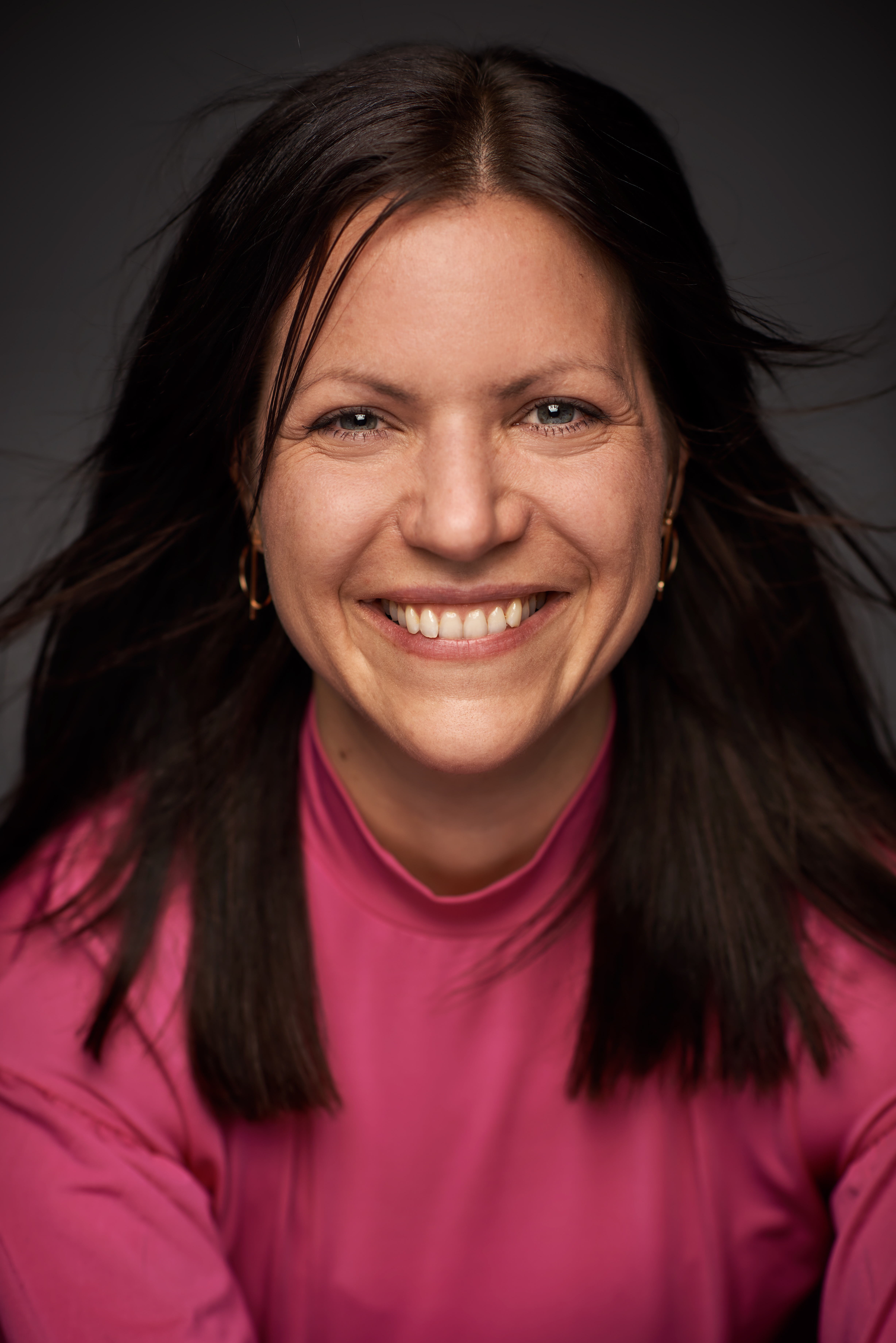
Gabriela Bosnjakovic 2018.

Gabriela Tereza Josefina Bosnjakovic, född 19 januari 1982 i Önums församling i Skaraborgs län, är en svensk moderat kommunpolitiker och kommunalråd tillika kommunstyrelsens ordförande i Vara kommun sedan kommunalvalet 2018. Innan dess var hon kommunalråd i opposition i Vara kommun från 2013.
Bosnjakovic sitter i Skaraborgs kommunalförbunds beredningsutskott för regional utveckling samt är ordinarie ledamot i Kultur i Västs styrelse.
Gabriela Bosnjakovic är utbildad kulturvetare, med en filosofie kandidatexamen. Bosnjakovic har arbetat inom Svenska kyrkan som projektledare och utvecklat integrationsarbetet inom socialt arbete för diakonala insatser. Hon har vidare arbetat på LEADER Västra Skaraborg som processledare med EU-finansierade landsbygdsprojekt för Västra Skaraborg.